# Traité de Cantorbéry
Pour le traité de 1416, voir Traité de Canterbury (1416).
Le traité de Cantorbéry ou traité de Canterbury est un traité concernant le tunnel sous la Manche, signé le 12 février 1986 par la France et le Royaume-Uni.
Des propositions similaires avaient été faites dans le passé mais n'avaient jamais été adoptées.
Il constitue une modification moderne des frontières du Royaume-Uni et de la France. Il est suivi un mois plus tard par l'accord de concession du tunnel sous la Manche, signé le 14 mars 1986.

## Présentation et contenu

Le tunnel sous la Manche coupe la frontière maritime entre la France et le Royaume-Uni entre les points 9 et 10 définis par l'accord de Londres du 24 juin 1982.

Les deux langues officielles du traité sont le français et l'anglais. Il s'intitule Traité concernant la construction et l'exploitation par des sociétés privées concessionnaires d'une liaison fixe transmanche (Treaty concerning the construction and operation by private concessionaires of a Channel fixed link). Il comporte vingt articles.
Le traité prépare la concession pour la construction et l'exploitation du tunnel par des entreprises privées. Il fixe les méthodes à utiliser pour un arbitrage en cas de désaccord entre les différentes parties. Il crée la Commission intergouvernementale qui est responsable de surveiller la construction et l'exploitation du tunnel au nom des deux gouvernements, avec l'aide d'une Autorité de sécurité chargée de conseiller la commission.
Le traité trace également, à son article 3, une frontière terrestre entre les deux États – la première du genre. Elle est définie comme la projection verticale, dans le tunnel, de la frontière maritime déterminée par l'accord signé à Londres le 24 juin 1982. Le tunnel en lui-même est donc partagé en deux souverainetés territoriales, écartant ainsi le condominium.

## Histoire
Le traité est signé le 12 février 1986 dans la cathédrale de Cantorbéry par Roland Dumas, ministre des Affaires étrangères de la France, et Geoffrey Howe, secrétaire d'État aux Affaires étrangères du Royaume-Uni, en présence de François Mitterrand, président de la République, et Margaret Thatcher, première ministre.
Le Parlement français autorise la ratification de ce traité par une loi promulguée le 15 juin 1987 (adoptée le 22 avril par l'Assemblée nationale et le 3 juin par le Sénat), et le texte du traité est publié au Journal officiel par un décret du 9 septembre 1987.
Le Parlement du Royaume-Uni ratifie le traité en l'introduisant dans le droit britannique par le Channel Tunnel Act, qui reçoit la sanction royale le 23 juillet 1987.
Le traité entre en vigueur le 29 juillet 1987, jour de l'échange des instruments de ratification qui a lieu à Paris, comme le prévoyait son article 20. Cette cérémonie se tient à l'Élysée,.
La France enregistre le traité au Secrétariat général de l'Organisation des Nations unies le 16 mars 1988.
Le traité est complété par un échange de lettres du 11 octobre et 9 novembre 1990.